# Daniel Kinsey
Daniel Chapin Kinsey (St. Louis (Missouri), 22 de janeiro de 1902 — Richmond, 27 de junho de 1970) foi um barreirista e campeão olímpico norte-americano. Conquistou a medalha de ouro nos 110 metros com barreiras em Paris 1924. Estudioso e professor de Educação Física, ensinou a matéria além de trabalhar como técnico de várias equipes escolares e integrar a direção de entidades, comitês e associações voltadas para o esporte.